# Benito Lorenzi
Benito Lorenzi (20. prosinec 1925 Buggiano, Italské království – 3. březen 2007 Milán, Itálie) byl italský fotbalový útočník. Byl přezdíván Veleno, kvůli svému zákeřnému chování v dětství.
První sezonu mezi dospělými odehrál ve druhé lize za Empoli. Během sezony nastřílel 15 branek. Byl koupen Interem a při prvním utkání v roce 1947 obdržel červenou kartu. Po boku Skoglunda a Nyerse se radoval se dvou titulů v lize (1952/53, 1953/54). Během své 11letém působení u Nerazzurri ukončené v roce 1958, odehrál 314 utkání a vstřelil 143 branek. Poslední dva roky kariéry strávil ve druhé lize. Kariéru ukončil ve Varese v roce 1960.
Za reprezentaci odehrál 14 utkání. Zúčastnil se dvou turnajů MS (1950, 1954).
Po hráčské kariéře se stal mládežnickým trenérem v Interu, kde stál za objevem hráčů jako byli Sandro Mazzola a Giacinto Facchetti.

## Hráčská statistika
| Sezóna  | Klub        | Liga    | Liga   | Liga | Ligové poháry | Ligové poháry | Ligové poháry | Kontinentální poháry | Kontinentální poháry | Kontinentální poháry | Celkem | Celkem |
| Sezóna  | Klub        | Soutěž  | Zápasy | Góly | Soutěž        | Zápasy        | Góly          | Soutěž               | Zápasy               | Góly                 | Zápasy | Góly   |
| ------- | ----------- | ------- | ------ | ---- | ------------- | ------------- | ------------- | -------------------- | -------------------- | -------------------- | ------ | ------ |
| 1946/47 | Empoli      | Serie B | 40     | 15   | -             | 0             | 0             | -                    | 0                    | 0                    | 40     | 15     |
| 1947/48 | Inter       | Serie A | 29     | 14   | -             | 0             | 0             | -                    | 0                    | 0                    | 29     | 14     |
| 1948/49 | Inter       | Serie A | 30     | 14   | -             | 0             | 0             | -                    | 0                    | 0                    | 30     | 14     |
| 1949/50 | Inter       | Serie A | 31     | 15   | -             | 0             | 0             | -                    | 0                    | 0                    | 31     | 15     |
| 1950/51 | Inter       | Serie A | 37     | 21   | -             | 0             | 0             | -                    | 0                    | 0                    | 37     | 21     |
| 1951/52 | Inter       | Serie A | 32     | 15   | -             | 0             | 0             | -                    | 0                    | 0                    | 32     | 15     |
| 1952/53 | Inter       | Serie A | 30     | 12   | -             | 0             | 0             | -                    | 0                    | 0                    | 30     | 12     |
| 1953/54 | Inter       | Serie A | 28     | 12   | -             | 0             | 0             | -                    | 0                    | 0                    | 28     | 12     |
| 1954/55 | Inter       | Serie A | 20     | 12   | -             | 0             | 0             | -                    | 0                    | 0                    | 20     | 12     |
| 1955/56 | Inter       | Serie A | 24     | 10   | -             | 0             | 0             | -                    | 0                    | 0                    | 24     | 10     |
| 1956/57 | Inter       | Serie A | 28     | 8    | -             | 0             | 0             | VP                   | 3                    | 3                    | 31     | 11     |
| 1957/58 | Inter       | Serie A | 16     | 5    | IP            | 6             | 2             | -                    | 0                    | 0                    | 16     | 5      |
| 1958/59 | Alessandria | Serie A | 25     | 4    | IP            | 2             | 1             | -                    | 0                    | 0                    | 21     | 5      |
| 1959/60 | Brescia     | Serie B | 14     | 4    | -             | 0             | 0             | -                    | 0                    | 0                    | 14     | 4      |
| Celkově | Celkově     | Celkově | 384    | 161  | -             | 8             | 3             | -                    | 3                    | 3                    | 395    | 167    |

## Hráčské úspěchy

### Klubové
- 2× vítěz italské ligy (1952/53, 1953/54)

### Reprezentační
- 2x na MS (1950, 1954)
- 1× na MP (1948–1953)